# Menchevique
Los mencheviques (en ruso меньшевики, menshevikí, «miembro de la minoría») eran la facción moderada del Partido Obrero Socialdemócrata de Rusia (POSDR) que emergió de su segundo congreso en el verano de 1903 tras la disputa entre Vladímir Lenin y Yuli Mártov. Corriente diferenciada dentro del marxismo ruso, en 1912 se convirtió en un partido separado. Tuvo un destacado papel en el periodo interrevolucionario de 1917, tanto por su control del Sóviet de Petrogrado y del Comité Ejecutivo Central Panruso (VTsIK) como por su participación en el Gobierno provisional derrocado en la Revolución de Octubre.
Nunca llegó a formar un movimiento cohesionado en ideología u organización. Sus dirigentes a menudo disentían entre sí, se hallaban en ocasiones más cerca de los bolcheviques, principales rivales por el respaldo de la clase obrera, que de otros mencheviques y variaron su postura sobre asuntos fundamentales en diversas ocasiones. Pável Axelrod y Yuli Mártov se convirtieron en los principales ideólogos de la corriente menchevique.
Muy activos en la organización de los sóviets, especialmente del Sóviet de San Petersburgo, durante la Revolución de 1905, tras el fracaso de ésta abandonaron la idea de la lucha armada, se centraron en tratar de formar un partido legal y abogaron por una liquidación progresiva del zarismo mediante una revolución burguesa, en la que el tercer estado compartiera el poder. Su separación del partido se hizo definitiva en 1912.
Dominaron los sóviets del país entre la Revolución de Febrero y la de Octubre, junto con los socialrevolucionarios, salvo los de Petrogrado y Moscú, cuyo control perdieron antes. Convencidos de la imposibilidad de que el proletariado ruso tomase el poder en solitario y de que una revolución socialista prematura conduciría a la guerra civil y a su derrota, cooperaron con el nuevo Gobierno provisional y trataron de moderar las exigencias de la población. Ingresaron en el segundo gabinete, dos meses después de la primera revolución y trataron en vano de evitar la polarización social. Incapaces de conjugar lo que consideraban intereses del Estado con las reformas anheladas por sus seguidores, desde mediados del verano el partido cayó en la parálisis. A pesar del fracaso del Gobierno de coalición y de la pérdida de poder en los sucesivos gabinetes, los mencheviques siguieron rechazando la alternativa de un Gobierno basado en los sóviets, que creyeron favorecería a los bolcheviques.
Tras la Revolución de Octubre y hasta la disolución forzosa de la Asamblea Constituyente por los bolcheviques, los mencheviques trataron de mediar entre el nuevo Gobierno bolchevique y los socialrevolucionarios y de llegar a un acuerdo pacífico entre los partidos políticos socialistas. Tras la disolución, intentaron arrebatar el poder a los bolcheviques no mediante insurrecciones, sino a través de victorias electorales que les devolviesen la influencia perdida en 1917. Su popularidad aumentó en la primavera de 1918, tanto por la crisis económica como por sus propuestas políticas y económicas. Como reacción a las victorias electorales de la oposición, el Gobierno bolchevique disolvió los sóviets en los que había perdido el control, lo que condujo a protestas que provocaron la represión gubernamental. La prensa de la oposición fue clausurada, algunos de sus dirigentes fueron arrestados y se expulsó a mencheviques y socialrevolucionarios del Comité Ejecutivo Central Panruso. Tras diversos periodos de represión y cierta tolerancia durante la guerra civil, el partido fue finalmente prohibido en 1921. Algunos de sus miembros partieron al exilio, mientras que otros cooperaron con el Gobierno bolchevique.

## Formación: el II Congreso del Partido Obrero Socialdemócrata de Rusia
Los mencheviques surgieron en el verano de 1903, cuando se celebró el Segundo Congreso del Partido Obrero Socialdemócrata Ruso, que reunió a veintiséis organizaciones obreras con el fin de unificarlas y acabar con las frecuentes disputas internas. Lo que comenzó como un intento de unión se convirtió en una agria disputa el día vigésimo segundo del congreso al debatirse quién debía ser considerado miembro del partido.
Los mencheviques, encabezados por Yuli Mártov, sostenían que no había que exigir la pertenencia a una de las organizaciones de base del partido como condición para ser reconocido como miembro de él; pensaban que era preferible contar con una base partidaria amplia, a diferencia del modelo de partido único de «vanguardia del proletariado» que proponía Lenin. Consideraban que en Rusia debía cumplirse en primer lugar una revolución burguesa durante la cual al partido obrero le correspondería ser el actor principal, dada la debilidad de la burguesía rusa. En una línea socialdemócrata, planteaban la instauración de una democracia representativa manteniendo la estructura de producción capitalista; en su opinión, el nivel de desarrollo de Rusia impedía la implantación del socialismo, solo posible según la teoría marxista en un país con avanzado desarrollo capitalista. El modelo de partido defendido por Mártov era el Partido Socialdemócrata de Alemania, de amplia base obrera, frente a la organización conspirativa profesional que Lenin prefería.
Lenin, por su parte, sostenía que la dirección del partido había de corresponder a la intelectualidad revolucionaria, formada en el marxismo, que, mediante una organización jerárquica debía dirigir a los trabajadores, evitando que cayesen en el sindicalismo y el economicismo. El partido debían formarlo revolucionarios profesionales dedicados íntegramente a preparar la revolución, sostenía. Las organizaciones de masas como los sindicatos podían apoyar la acción del partido, pero la mayoría de sus miembros no podrían pertenecer a él.
Sospechando un cambio de doctrina y ambiciones personales por parte de Lenin, todos los editores de Iskra (que habían organizado el congreso), menos Plejánov y el propio Lenin, se opusieron a la propuesta de este. Si bien la posición organizativa de Mártov sobre el partido contó con el apoyo mayoritario de los delegados presentes en el congreso (28 votos frente a los 23 a favor de la propuesta de Lenin), inmediatamente se halló en minoría a la hora de elegir el comité directivo, debido a que algunos delegados se retiraron del congreso porque este no aceptó ciertas propuestas de su interés; el apodo mencheviques, «la minoría», proviene de ello. El congreso, reunido para forjar la unidad del movimiento, sólo lo logró en apariencia, creando en realidad dos corrientes rivales que se disputaron el poder en el partido.
Las desavenencias también se debieron a que los adversarios de Lenin lo culparon de dividir a los principales dirigentes por la exclusión de parte de estos de la dirección del partido aprobada en el congreso —omitieron pronto las críticas similares a Plejánov—. Para los mencheviques, la unidad del partido se basaba en dos principios: las decisiones adoptadas en sus congresos —difícilmente democráticas en una formación clandestina— y la unión de sus principales dirigentes, que desde su punto de vista Lenin había destruido en el congreso y que deseaban recuperar reconstituyendo la antigua junta editorial de Iskra.

## Disputas internas en el Partido Socialdemócrata
En los meses que siguieron al congreso, comenzaron las disputas internas entre los partidarios de Lenin y sus opositores. En la reunión de la Liga Extranjera a finales de octubre de 1903, que representaba al partido en el exterior, Mártov logró una escasa mayoría frente a los bolcheviques y la condena de la postura de Lenin. A comienzos de noviembre, Plejánov, aún el principal exponente del marxismo ruso, abandonó a Lenin, acusándolo de «Robespierre» y se unió a los mencheviques, devolviéndolos a la junta editorial de Iskra. Aislado entre la dirección, Lenin hubo de ceder el control de Iskra a los mencheviques. Los duros ataques que le dirigieron los mencheviques —que incluyeron críticas personales más allá de la disensión política—, sin embargo, realzaron su figura, mientras que las disputas desorganizaron el partido. Los dirigentes mencheviques consideraban que Lenin estaba impidiendo que una dirección formada por personajes de más autoridad que la surgida del congreso tomase las riendas del partido, y esperaban que sus duras críticas le arrebatasen su control.
Hasta la publicación de dos ensayos por parte de Axelrod a finales de 1903 y comienzos de 1904, la disputa parecía simplemente una lucha por el poder de dirigentes ambiciosos y egocéntricos. Axelrod, por el contrario, afirmó que la disputa había creado dos fracciones que sostenían concepciones completamente opuestas sobre la forma del partido: una jerárquica con la organización controlada por la cúspide y otra con un partido de masas controlado por las bases. La tesis de Axelrod de que el partido debía convertirse en una organización de masas controlado por las bases y formado por trabajadores políticamente maduros se convirtió en uno de los elementos claves del menchevismo. Mientras que los adversarios de Lenin recibieron como una revelación los artículos de Axelrod, el propio Lenin reaccionó con furia, rechazando su teoría. Incluso tras los escritos de Axelrod, sin embargo, los mencheviques no lograron formar un movimiento unido, sino que mantuvieron grandes disensiones y cambios de postura. La unidad aparente de los adversarios de Lenin comenzó a resquebrajarse ya a finales de 1904. Por su parte, Lenin contaba con notable apoyo entre los activistas del partido en Rusia —a menudo más jóvenes y menos cosmopolitas que los emigrados—, a los que los dirigentes mencheviques incluyeron pronto en sus críticas. El uso sectario de Iskra, el que se hubiesen hecho con su control a pesar de las decisiones del congreso y las críticas a los activistas rusos como medida de ataque indirecto a Lenin perjudicaron asimismo a los mencheviques.

## Características de los mencheviques
Ambas fracciones del partido estaban controladas por intelectuales. Los mencheviques, sin embargo, tenían mayor número de seguidores entre las minorías del Imperio ruso y tanto los georgianos como los judíos desempeñaron un papel de especial importancia en la corriente. De los cincuenta y siete delegados al II Congreso, veinticinco habían sido judíos: seis miembros del Bund, cuatro bolcheviques y quince mencheviques (de un total de diecisiete delegados mencheviques).
Los mencheviques eran además más cercanos a la tradición socialista de Europa occidental, y admiraban las organizaciones de masas de estos partidos, especialmente del alemán y su tolerancia de las corrientes internas. Muchos mencheviques veían a estos partidos como el modelo para el partido ruso, lo que en parte les impedía apreciar las diferencias de las condiciones entre Europa occidental y Rusia: a diferencia de los bolcheviques, los mencheviques nunca presentaron un programa atractivo a los campesinos, la gran mayoría de la población del país. La fracción era fundamentalmente urbana y, en general, escéptica sobre el posible papel revolucionario de los campesinos.
A pesar de los cambios de postura a lo largo de su historia, los mencheviques mantuvieron ciertas características:
- Su insistencia en que la misión del partido era la formación de una clase obrera independiente con conciencia política, capaz de dirigir el partido y la nación.[36] La intelectualidad debía ayudar al proletariado, pero la revolución debía llevarla a cabo este.[12][37]
- Su convencimiento de que el proletariado debía coadyuvar a la victoria de la revolución burguesa, pero que debía permitir el desarrollo del capitalismo antes de intentar implantar el socialismo.[36]
- Una preocupación por la conducta moral que les hacía rechazar el uso de cualquier medio para fomentar el socialismo.[36]

Algunas de estas, como la necesidad de involucrar al proletariado en la revolución burguesa sin tomar el poder, la falta de interés por el campesinado o su rigidez doctrinaria, influyeron en su declive y desaparición finales. La primera derivaba de su convencimiento de que ninguno de los grupos de oposición al sistema zarista era suficientemente fuerte como para derrocarlo y mantenerse en el poder y que solo la cooperación entre la burguesía y el proletariado sería capaz de acabar con él. Cualquier intento de tomar el poder en solitario debía acabar en el desastre, tanto por el abandono de la revolución por los liberales como por la imposibilidad de que los socialistas implantasen por sí solos un sistema democrático entre una población fundamentalmente campesina y sometida al sistema zarista. Los campesinos, reaccionarios, acabarían por lograr la restauración del zarismo. A diferencia de los bolcheviques, que asignaban un papel relevante en la eliminación del sistema de opresión zarista a los campesinos pobres, los mencheviques sostenían que serían los liberales, interesados también en el fin del régimen, los principales aliados del escaso proletariado urbano en la transformación política.

## La revolución de 1905

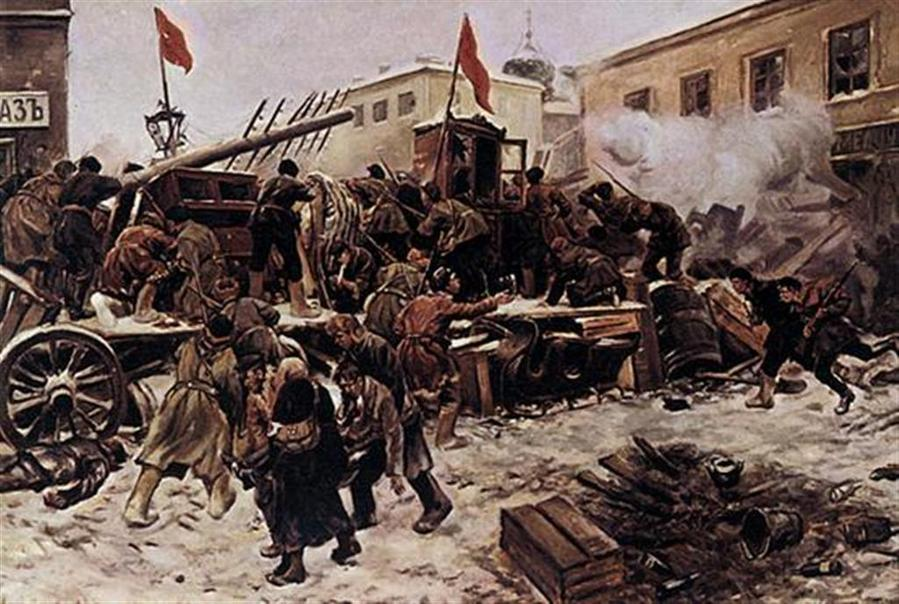
El fallido levantamiento en Moscú durante la revolución de 1905. La revolución causó un breve acercamiento de bolcheviques y mencheviques, que desapareció con el fracaso revolucionario.

Ante el descontento atizado por la derrota en la guerra ruso-japonesa, la burguesía rusa comenzó a exigir reformas políticas a la autocracia zarista. La postura que se debía adoptar ante la situación de crisis política era distinta para bolcheviques y mencheviques: Lenin sostenía que la burguesía rusa no era una fuerza progresista y que, a pesar de sus críticas al poder, nunca minaría por completo la autoridad de la monarquía y que la clase trabajadora debía tomar el poder directamente; los mencheviques, dirigidos principalmente por Axelrod, sostenían que una campaña de presión a los zemstvos por parte de manifestaciones obreras forzaría a estos a defender medidas más izquierdistas, fortalecería la conciencia política de los trabajadores y mantendrían su teoría de que la primera revolución en un país atrasado como Rusia debía ser burguesa. Los socialistas debían dejar el poder surgido de la revolución en manos de los partidos de las clases medias dada la naturaleza burguesa del proceso y no participar en un Gobierno eminentemente burgués. Las diferencias entre los dirigentes de ambas corrientes, no obstante, fueron desapareciendo al radicalizarse parte de los mencheviques, que consideraban posible el paso a la fase socialista de la revolución. La cooperación precedió a la convocatoria del IV Congreso, que tenía por objetivo la reunificación de las fracciones, entre otros.
Por primera vez la elección de delegados al congreso se hizo mediante elecciones reguladas, representando los elegidos a los miembros del partido. En él los mencheviques obtuvieron sesenta y seis delegados frente a los cuarenta seis de los bolcheviques. La decadencia revolucionaria ya en abril de 1906, cuando finalmente se reunió el congreso, hizo que muchos mencheviques volviesen a alejarse de las posturas de los bolcheviques. En el congreso, los mencheviques defendieron el fin del boicoteo de las elecciones a la Duma, dado el resultado antigubernamental de las primeras elecciones. En 1907, los socialdemócratas se presentaron por primera vez a las elecciones parlamentarias con buenos resultados, sesenta y cinco diputados.

## Vísperas de la guerra mundial

### Alejamiento e intentos de reconciliación
Reprimida la revolución por el poder, la apatía de los trabajadores en Rusia, fruto de la depresión económica y de la agitación de los años anteriores, acabó con las fuerzas del partido, que entró en decadencia. La experiencia de la revolución, sin embargo, sirvió para definir más claramente las diferencias entre bolcheviques y mencheviques, que comenzaron a discrepar sobre asuntos que antes no les habían separado. Entre estos desacuerdos se contaban:
- La oposición de los mencheviques a concentrarse en preparar un alzamiento armado contra el poder que, según ellos, produciría únicamente la represión del partido y su transformación en una organización conspirativa de estructura piramidal y tintes militares.[49]
- Su negativa a utilizar tácticas extremistas, que habían de dividir y debilitar a la oposición a la autocracia.[49][51]
- Su convencimiento de que la clase media podía convertirse en aliada en la lucha contra el zarismo.[49][51]
- Su decisión de reforzar el contacto con las masas y formar grandes organizaciones que infundiesen conciencia de clase al mayor número posible de trabajadores.[49][51]

Los bolcheviques, por el contrario, creían que el fracaso revolucionario de 1905 había confirmado su tesis de que sólo un partido centralizado y profesional centrado en el trabajo clandestino podía actuar con eficacia en el país. Las clases medias quedaban además descartadas como fuerza progresista, pasando los partidarios de Lenin a buscar la cooperación de obreros y campesinos. A pesar de las diferencias, el partido se hallaba formalmente reunificado y celebró dos congresos (el cuarto y quinto) con ambas corrientes unidas; el IV congreso eligió también un comité central conjunto, con tres bolcheviques y siete mencheviques. A pesar de esto, el periodo de reacción zarista anterior al estallido de la Primera Guerra Mundial agudizó las diferencias entre las dos corrientes de la socialdemocracia rusa.
En 1907 los mencheviques restablecieron las relaciones con el Bund, que se había separado del partido durante el II Congreso tras ser rechazada su propuesta de organizarlo de forma federal, como una unión de partidos nacionales que les hubiese dado autonomía en asuntos judíos. El Bund, con gran apoyo entre sus bases pero también gran afinidad con las posturas mencheviques, decidió ingresar de nuevo en el POSDR. La colaboración entre ambos grupos fue muy estrecha.
En decadencia, los mencheviques se mantuvieron formalmente dentro del partido, a pesar de sus críticas a los métodos revolucionarios de los bolcheviques. En 1908 su suerte mejoró: en el exilio se creó una publicación que expresaba sus ideas y en Rusia se formaron tres centros cercanos a la corriente: uno en Georgia, otro en la capital, dirigido por Aleksandr Potrésov y otro que agrupaba a aquellos que trabajaban en organizaciones que incluían a trabajadores, como los sindicatos o las cooperativas.
Entre 1909 y 1914, mencheviques y bolcheviques se enzarzaron en una nueva disputa, la del «liquidacionismo». Término ambiguo utilizado a menudo simplemente para desprestigiar al adversario, definía a aquel que deseaba según su acusador disolver la organización clandestina del partido y convertirlo en una vaga agrupación, se oponía a la lucha revolucionaria y se había convertido en mero reformista de tendencias burguesas. La principal diferencia consistía en la prioridad que cada corriente otorgaba a las actividades clandestinas frente a las legales toleradas por el zarismo: mientras que la mayoría de los mencheviques primaban las segundas, Lenin abogaba por concentrarse principalmente en las primeras. Los liquidacionistas mencheviques —criticados también por sus propias filas— se dedicaron a tratar de utilizar los medios legales (prensa, sindicatos) para difundir el ideal socialista, intentar forjar alianzas con los liberales que limitasen el poder del Gobierno autocrático y ampliar la organización de los trabajadores. Todas las corrientes mencheviques coincidían en que, dada la falta de una etapa burguesa democrática en la historia de Rusia y la necesidad de acabar con la autocracia, la toma del poder estaba condicionada a un cambio social que necesitaba de un primer periodo burgués en el que los socialistas debían apoyar de forma limitada al nuevo Gobierno burgués, pero no ingresar en él ni despertar excesivas esperanzas en el proletariado.
En enero de 1910, tuvo lugar en París el último intento serio de unificar las fracciones del partido; se suprimieron los diversos diarios de las corrientes y tanto bolcheviques como mencheviques pasaron a formar parte de la junta editorial del diario del partido, Socialdemócrata. La unidad resultó nuevamente ficticia ya que las fracciones no cumplieron las condiciones necesarias para mantenerla: ni los mencheviques expulsaron a los liquidacionistas —que rechazaban las actividades clandestinas del partido— de sus filas, ni los bolcheviques pusieron fin a las «expropiaciones» y otras acciones violentas que condenaban los mencheviques. Ya en el otoño, mencheviques y bolcheviques se encontraban de nuevo enfrentados y la detención de Alekséi Rýkov descabezó a la corriente bolchevique partidaria de la concordia con los mencheviques. Esto permitió a Lenin preparar la conferencia bolchevique de Praga de enero de 1912, en la que se consumó la ruptura oficial del partido y la separación formal de mencheviques y bolcheviques.

### Cisma
A pesar de las disputas, se dieron diversos intentos de reconciliación entre las dos corrientes entre 1907 y 1912. Lenin, sin embargo, opuesto a la colaboración, reunió en enero de 1912 a sus seguidores, poco más de un quinto del partido, en Praga, otorgó a la reunión el nombre de «VI Congreso del POSDR» y expulsó a los «liquidacionistas» mencheviques. La maniobra fracturó oficialmente el partido, dando ventaja en la búsqueda del apoyo obrero a los partidarios de Lenin. A pesar de la cooperación temporal durante las elecciones a la Duma tras la disolución de la segunda Duma por el primer ministro Piotr Stolypin, en la que los mencheviques lograron siete diputados y los bolcheviques seis, pronto las disensiones volvieron a dividir a las diferentes fracciones.
En los dos años siguientes, varias de las organizaciones legales, creadas tras la revolución y hasta entonces focos de menchevismo, se pasaron a los bolcheviques. En agosto de 1912, el sindicato de metalúrgicos de San Petersburgo, el más importante de la capital, pasó a tener mayoría bolchevique. En abril de 1914, obtuvieron la mitad de los representantes del sindicato de impresores de la capital, teórica «ciudadela del menchevismo». En vísperas de la guerra mundial, los bolcheviques controlaban la gran mayoría de las juntas sindicales de San Petersburgo y de Moscú. La medra de los bolcheviques frente a sus adversarios se debió en parte al rápido crecimiento del proletariado urbano en los años anteriores a la contienda mundial; los nuevos obreros resultaron más receptivos a las tácticas y objetivos extremistas de los bolcheviques y a su mejor y más extensa organización clandestina. Los grandes esfuerzos de los mencheviques por forjar un movimiento obrero bien organizado con objetivos moderados fracasaron y dieron paso al surgimiento de uno más extremista, encabezado a menudo por nuevos dirigentes bolcheviques, más jóvenes que los que habían presidido las organizaciones hasta 1912.
Los intentos del Buró Socialista Internacional de lograr la reunificación de bolcheviques, mencheviques y de las demás fracciones (un total de once) mediante la presión a los primeros y la convocatoria de un congreso internacional para agosto de 1914 se vieron frustrados por el comienzo de la guerra, que trajo nuevos motivos de desacuerdo entre ambas fracciones.

## La guerra mundial

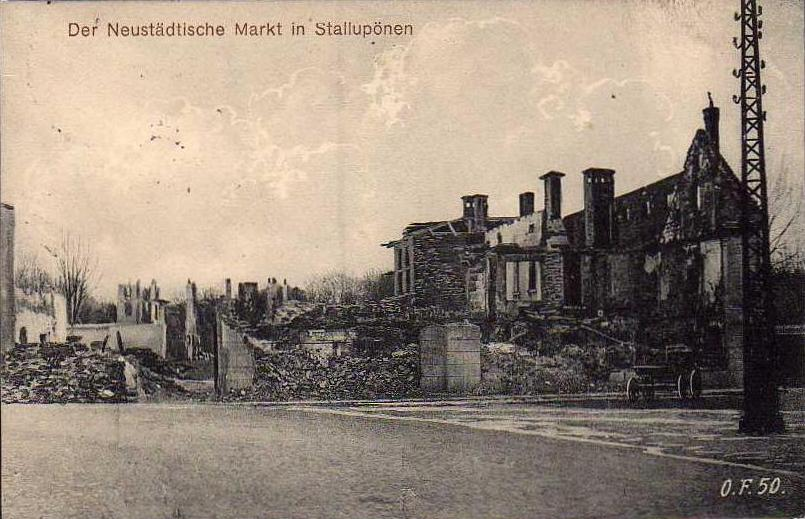
Ciudad arrasada durante la Primera Guerra Mundial. La decisión sobre si apoyar o no el esfuerzo bélico ruso dividió las filas mencheviques entre internacionalistas, «zimmerwaldistas siberianos» y defensistas. La división sobrevivió a la caída de la monarquía a comienzos de 1917.

En 1914, Mártov, al igual que los bolcheviques, se opuso frontalmente a la participación en la Primera Guerra Mundial. Los siete diputados de la Duma, en unión con los cinco bolcheviques, se negaron a aprobar los créditos de guerra solicitados por el Gobierno y presentaron una declaración contra la misma. Sin embargo, en medio de la crisis de la Segunda Internacional, los mencheviques mantuvieron posiciones diferenciadas y hasta divergentes sobre la guerra: Aleksandr Potrésov, Piotr Máslov, Kusmá Gvózdev y Emanuel Smirnov llamaron a «defender la patria», incluso Gueorgui Plejánov se volvió defensista; el resto de los mencheviques se unieron en un principio al sector «internacionalista», aunque Nikolái Chkheidze, diputado en la Duma, publicaba Nashe Dielo («Nuestra Causa») con una posición más conciliadora con el defensismo que la posición oficial del Comité de Organización menchevique, expresada por Spectátor, Martýnov y Pável Axelrod, mientras que Mártov, siendo integrante de dicho comité, llegó a colaborar con Trotski en Nashe Slovo («Nuestra Palabra») con una posición de rechazo a todo defensismo.
La mayoría de los mencheviques se adhirieron a la postura internacionalista: oposición a la guerra como una aventura imperialista, llamamiento a la unidad del movimiento socialista y presión a los Gobiernos para poner fin a los combates y lograr la paz sin anexiones ni indemnizaciones de guerra. Esta mayoría, sin embargo, estaba dividida: los «zimmerwaldistas siberianos», entre los que destacaban Irakli Tsereteli o Vladímir Woytinsky, consideraban que la defensa de Rusia podía ser admisible en ciertas circunstancias, dando lugar tras la Revolución de Febrero al «defensismo revolucionario», que argüía que la defensa de la nueva república era permisible, a diferencia de la del zarismo anterior. Esta postura se convirtió en la mayoritaria entre los mencheviques tras el derrocamiento del zar. Los defensistas, a excepción de los más extremos como Plejánov, se oponían por principio a la guerra, pero abogaban por la defensa del país junto con el resto de sus «fuerzas vitales», posición que esperaban sirviese además para forjar una alianza antizarista con la burguesía. A la actitud defensista se sumaron fundamentalmente los diputados de la Duma, intelectuales de provincias, mencheviques dedicados a tareas legales y propagandistas de Petrogrado y Moscú.
Los mencheviques rechazaron la postura «derrotista» de Lenin, la más extrema de entre los marxistas, de que los socialistas debían trabajar para lograr la derrota de sus respectivos países, transformar la contienda en una guerra civil y acabar con la Segunda Internacional, que tachaba de fracasada. Algunos de los más destacados mencheviques de izquierda, como Aleksandra Kolontái, se pasaron a las líneas bolcheviques debido a las diferencias respecto a la intervención o no en el conflicto bélico.

## El periodo interrevolucionario

### La Revolución de Febrero
Ni los mencheviques ni el resto de partidos revolucionarios previeron el estallido de la Revolución de Febrero de 1917. Las protestas masivas, toleradas por las tropas indiferentes, llevaron a la caída del Gobierno y a la abdicación del zar y pusieron fin a la monarquía en unos días.
Se formó entonces un Gobierno liberal encabezado por el príncipe Gueorgui Lvov que, sin embargo, quedó condicionado por la existencia del Sóviet de Petrogrado, que era el que contaba en realidad con la lealtad de las masas. Rusia pasó a tener un poder dual, en el que el Gobierno tenía la responsabilidad, pero no el poder para gobernar, mientras el consejo contaba con el poder, pero no dirigía los asuntos de Estado. La situación generó conflictos, roces, confusión e ineficacia en la administración del Estado, que no fue capaz de resolver los graves problemas del país como la guerra, la crisis económica o la reorganización política.
Los mencheviques, en alianza con los socialrevolucionarios, controlaban el Sóviet de la capital, en el que los bolcheviques formaron pronto una fracción de escaso tamaño (apenas cuarenta de los cerca de tres mil delegados). Además gracias a sus figuras políticas y a su mejor organización, los mencheviques dominaron a los socialrevolucionarios. Pudieron así ejercer gran influencia en la política nacional. La izquierda radical, con la mayoría de sus dirigentes en el exilio interior o exterior, lejos de la capital, tuvo escasa influencia al comienzo en la dirección del Sóviet de la capital.

### Los mencheviques y el Gobierno provisional
Respecto a la guerra, su postura fue la de la mayoría centrista formada por los defensistas revolucionarios, cuya principal figura fue Irakli Tsereteli. Según estos, a la búsqueda de la paz se debía unir la defensa de Rusia. No obstante, una minoría, encabezada por Mártov, siguió defendiendo el internacionalismo original y el comienzo inmediato de conversaciones de paz para acabar con el conflicto mundial.
Convencidos de la naturaleza burguesa de la revolución, los mencheviques descartaron tomar el poder. Las experiencias de 1905, su temor a dividir a los reformistas en caso de abrazar el radicalismo y su convencimiento de la incapacidad del proletariado para dirigir el Estado reforzaron esta postura. En opinión de los mencheviques, la interpretación correcta de Marx hacía que el socialismo solo pudiese surgir en una sociedad capitalista avanzada, no en la situación rusa con un capitalismo aún parcial; según la visión menchevique, la revolución rusa era burguesa y cualquier intento de implantar el socialismo estaba abocado al fracaso. El objetivo debía ser, en su opinión, la implantación de una república parlamentaria democrática que permitiese con el tiempo la aplicación de reformas que tendiesen al socialismo. Sin embargo, durante la larga crisis de 1905-1917, la fracción había sido incapaz de definir una posición clara sobre si, en el periodo de gobierno burgués, debía dedicarse a la organización de la clase trabajadora y apoyar de manera tácita a los burgueses, o a presionarlos para obtener reformas sociales. La relación que debía existir entre socialistas y burgueses había quedado sin aclarar.

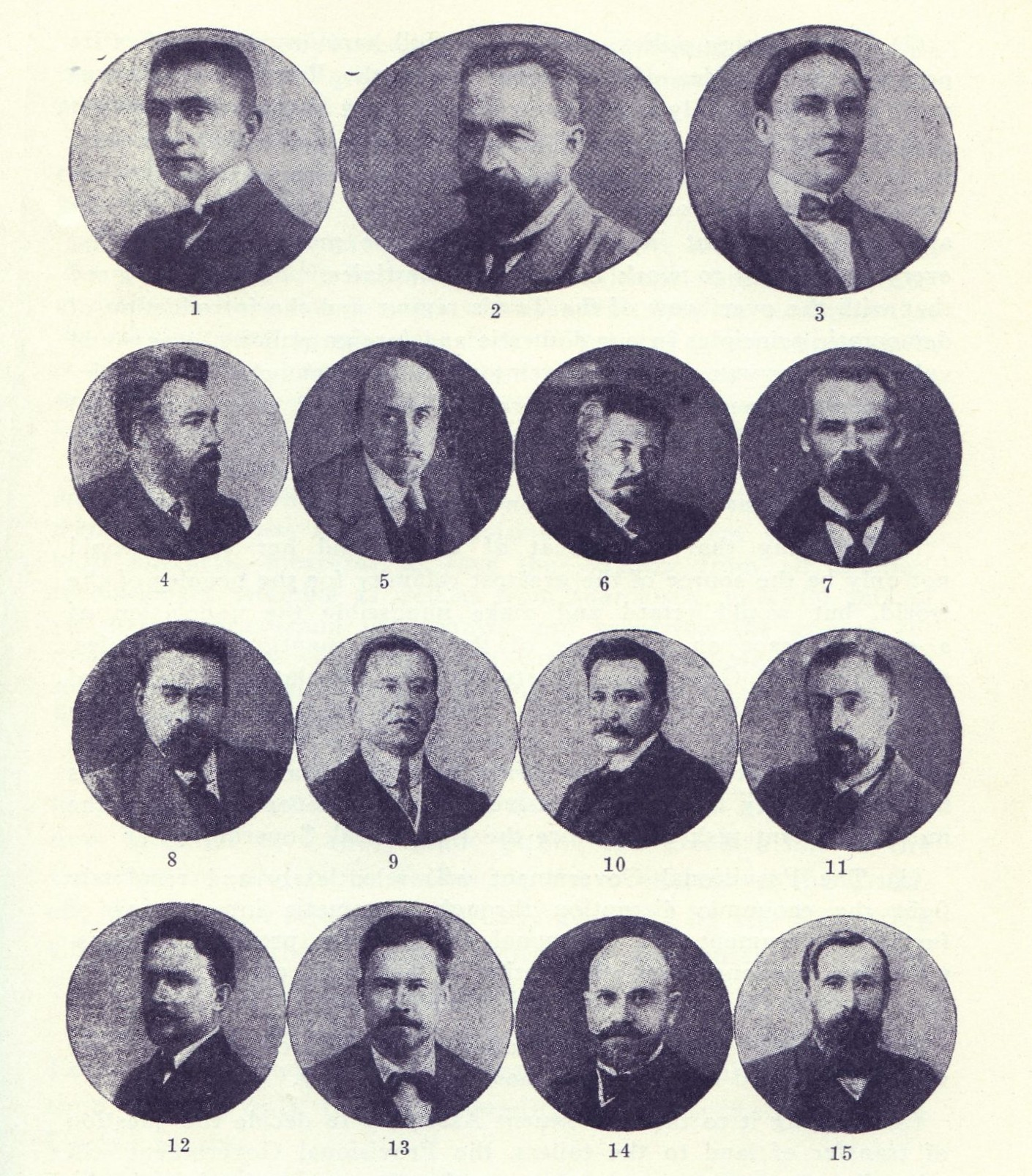
El segundo gabinete del Gobierno provisional, surgido de la crisis de abril, con seis ministros socialistas, entre ellos dos mencheviques, Irakli Tsereteli (11) y Matvéi Skóbelev (12).

Al comienzo los mencheviques se limitaron a apoyar al Gobierno liberal con la condición de que mantuviese las reformas democráticas. Deseaban una resolución pacífica de los conflictos de clase y lograr la cooperación de la burguesía en las reformas y en la defensa de la revolución que había acabado con la monarquía. Para ello, a la vez que rechazaron inicialmente ingresar en el Gobierno, mantenían un control indirecto de las acciones del Consejo de Ministros a través del Sóviet de Petrogrado. Tras la crisis de abril, decidieron junto con los socialrevolucionarios ingresar en el Gobierno. Su idea no era tomar el poder ni formar un Gobierno socialista, que creían prematuro, sino reforzar la alianza social-liberal que consideraban necesaria para acabar con los restos del régimen anterior y evitar la caída del Gobierno liberal. Su alianza con los liberales era, en tanto que marxistas, temporal y oportunista: no dejaba de ser una coalición entre enemigos futuros para acabar con el antiguo régimen, paso previo a un enfrentamiento futuro entre los liberales, partidarios del capitalismo, y los socialistas, opuestos a él. A la vez, la experiencia de 1905, en la que los liberales no se habían mostrado suficientemente revolucionarios en opinión de los mencheviques, les llevó a tratar de tener un papel más destacado en el cambio político, de mayor iniciativa. Otra propuesta, defendida por otras corrientes, que abogaba por el ingreso del partido como fuerza mayoritaria del gabinete para imponer las reformas deseadas quedó finalmente descartada en favor de la defendida por la dirección defensista del partido.
Desde su ingreso en el Consejo de Ministros y hasta el otoño, el partido fue a la vez un partido de Gobierno y el que presidía el poderoso Comité Ejecutivo Central Panruso (VTsIK), con un sector, el internacionalista, crítico en el sistema dual de poder y cada vez más poderoso por la creciente radicalización de los trabajadores. El objetivo menchevique de cooperación con la burguesía para evitar un conflicto civil y mantener la producción industrial persistió una vez que el partido decidió participar en el Consejo de Ministros. A la vez, favorecieron la organización de los trabajadores en diversas organizaciones (cooperativas, sindicatos, juntas de arbitraje...) que debían fortalecer la revolución frente a una posible reacción y favorecer la formación de un proletariado organizado, con mayor importancia política y mayores posibilidades de mejorar su situación económica.
Al llegar al Gobierno, el menchevismo, en alianza con los social-revolucionarios y los liberales, mantuvo la participación del Ejército ruso en el frente y asumió la responsabilidad de continuar la guerra en alianza con Francia, Gran Bretaña y Serbia. A pesar de solicitar el comienzo de negociaciones de paz, los liberales no mostraron interés por las propuestas de los socialistas. Los intentos de utilizar la Segunda Internacional, desorganizada e ineficaz, para poner en marcha las conversaciones fue un fracaso.
La postura mayoritaria hubo de enfrentarse a dos minorías de oposición. Por la derecha, Potrésov defendía con más vehemencia la continuación de la guerra; por la izquierda, otra corriente más numerosa, la de los internacionalistas se oponían a la coalición con los burgueses. Aunque Mártov se opuso abiertamente a esta política de colaboración y Axelrod aconsejó abrir las negociaciones de paz con Alemania y Austria, el menchevismo apoyó las políticas de Fiódor Dan y del ministro del Gobierno provisional Tsereteli de seguir la guerra, aplazar la reforma agraria y retrasar las elecciones a la asamblea constituyente; con ello perdió la simpatía de las masas obreras, quienes se volcaron hacia el bolchevismo junto con los campesinos, quienes hasta entonces habían apoyado principalmente a los socialrevolucionarios. El Gobierno de coalición, incapaz de mantener el orden y de aplicar o frenar las reformas, quedó paralizado.
Durante la primavera, con la conferencia del partido en mayo, sin embargo, la postura defensista de los dirigentes del consejo de la capital salió temporalmente reforzada —en especial por el respaldo de la organizaciones provinciales a la coalición y al mantenimiento de Rusia en el conflicto mundial hasta la firma de una paz universal—; varias organizaciones, como los bundistas, los socialdemócratas letones y otras menores ingresaron en el partido. Los internacionalistas, la corriente crítica más importante, eran molestos pero incapaces de amenazar la posición de Tsereteli y sus partidarios y acababan en cualquier caso por apoyar las principales medidas del centro defensista (la ofensiva Kérenski, el crédito de guerra al Gobierno o a los candidatos del partido en las diversas elecciones).

### Crisis, parálisis y decadencia

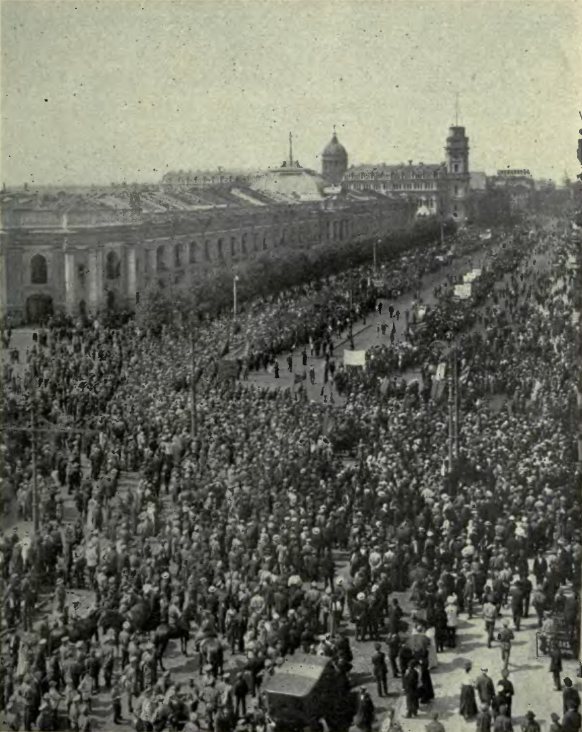
Manifestación durante las Jornadas de Julio. Los mencheviques se negaron reiteradamente a tomar el poder y poner fin a las sucesivas coaliciones gubernamentales con los liberales, a pesar de que estas resultaron incapaces de aplicar las profundas reformas ansiadas por la mayoría de la población.

El respaldo obrero a la coalición con los liberales, sin embargo, era escasa y ya en las elecciones municipales de Petrogrado de mayo, en la que los tradicionales seguidores de los mencheviques, los obreros más especializados (metalúrgicos, tipógrafos), comenzaron a mostrar su respaldo a los bolcheviques; los mencheviques quedaron principalmente como el partido de los obreros menos politizados y especializados y, cada vez más, el de la intelectualidad radical urbana. Los defensistas, empero, no prestaron atención a la advertencia de las urnas. En especial se desentendieron del cambio de lealtades del proletariado los ministros mencheviques, cada vez más alejados del Sóviet de Petrogrado y más enfrascados en su tarea gubernamental. La radicalización creciente de los obreros de la capital, fruto de la desilusión de sus esperanzas de cambio y de la crisis económica cada vez más intensa, perjudicaba a los mencheviques. Esta desilusión y la sensación de división social entre trabajadores y clases privilegiadas, sin embargo, chocó al principio con el continuo respaldo de los trabajadores a la dirección del Sóviet de Petrogrado, que favorecía la coalición gubernamental. El apoyo menchevique a la coalición, su actitud de neutralidad en los conflictos laborales entre obreros y patronos y su preocupación por el mantenimiento de la producción y por la economía en general aumentaron la percepción entre los trabajadores de traición a la clase obrera que decían defender. Las diferencias en la percepción de la realidad entre la dirección menchevique y los trabajadores de la capital creció a partir de la primavera. Una fuente importante de descrédito para el partido fue el encabezar el Ministerio de Trabajo, incapaz de poner fin a la crisis económica o de satisfacer las exigencias de los trabajadores. Los mencheviques habían esperado poder moderar estas y aplicar ciertas reformas legales con la cooperación de la patronal. La realidad desbarató sus ilusiones: el deterioro económico, el aumento de los conflictos laborales, la radicalización de las reclamaciones obreras y el debilitamiento de la Administración hicieron fracasar las reformas mencheviques. Además, los mencheviques en el ministerio no lograron imponer gran parte de sus objetivos iniciales: no solo fueron incapaces de aprobar el horario de ocho horas, la libertad de huelga, el salario mínimo, el seguro de desempleo o la reforma del servicio de inspección fabril, sino que tuvieron que realizar concesiones para las escasas leyes que consiguieron promulgar. Algunas de estas nunca llegaron a ponerse en práctica o lo hicieron tardíamente a finales del verano o en el otoño. Paradójicamente, las dos leyes laborales principales no fueron obra de los mencheviques, sino de los liberales del primer Gobierno formado tras la revolución. Los deseos de moderación de las exigencias obreras, la preocupación por lo que creían límites factibles de la economía rusa y su convencimiento de que el país carecía de los medios para mejorar las condiciones de los trabajadores produjo la impresión de que el ministro Matvéi Skóbelev y sus correligionarios habían capitulado ante los intereses de los industriales. Si bien el objetivo de moderación se extendía a toda la población, el Gobierno fue incapaz de imponerlo a industriales y comerciantes, mientras los mencheviques, como miembros del gabinete de coalición y supuestos representantes de los trabajadores, cargaron con la tarea de tratar de aplicarlo a estos.

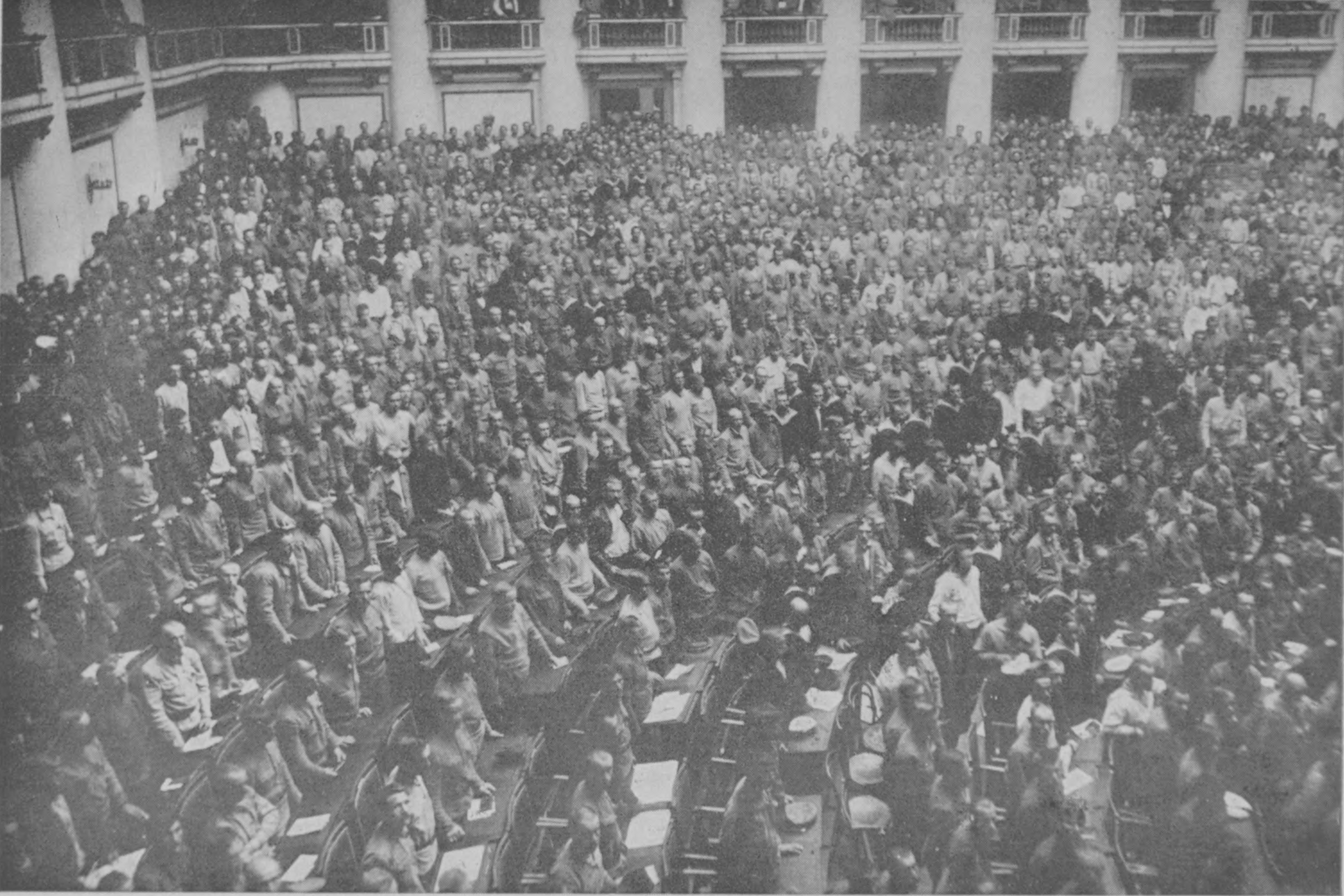
El Sóviet de Petrogrado, controlado por los defensistas mencheviques y sus aliados socialrevolucionarios hasta el otoño.

La crisis industrial de mayo y junio minó el apoyo popular a la coalición social-liberal, pero no mermó el apoyo de la dirección menchevique a esta. Mientras que los ministros quedaron enfrascados en sus tareas de gobierno sin por ello lograr satisfacer las aspiraciones de sus seguidores, los mencheviques en el Sóviet se limitaron a asegurar el continuo apoyo de este al Gobierno y sus medidas y a desbaratar cualquier oposición. Mártov defendió tras las Jornadas de Julio el establecimiento de un Gobierno exclusivamente socialista que llevase la paz al país, tomase el control de la industria y de la economía en general, acelerase la reforma agraria y preparase la convocatoria de la Asamblea Constituyente Rusa. La revuelta había fracasado principalmente por la negativa del Comité Ejecutivo Central Panruso, dominado por mencheviques y socialrevolucionarios, a tomar el poder como pedían los manifestantes. A pesar de las protestas y de la pérdida clara de respaldo popular, los defensistas mantuvieron su preferencia por la coalición gubernamental. La propuesta de Mártov, que constituyó la alternativa constante a la coalición social-liberal hasta el otoño, fue rechazada.
En el congreso del partido, inaugurado en el instituto politécnico de la capital el 18 de agostojul./ 31 de agosto de 1917greg., que duró ocho días y contó con 220 delegados de 195 organizaciones que debían representar a 200 000 afiliados, se abogó por la unidad del partido, pero nuevamente se opusieron los internacionalistas, representados principalmente por Mártov, a los defensistas, agrupados en torno a los dirigentes del Sóviet de la capital, encabezados por Tsereteli. Mártov defendió el fin de la coalición con los partidos burgueses y la formación de un Gobierno socialista temporal. Su posición, sin embargo, resultó derrotada (117 votos a 79) por los partidarios de mantener la coalición, a pesar del creciente desprestigio que causaba al consejo. El congreso aprobó además la continuación de la alianza del Rusia con la Entente. Mártov optó por permanecer en el partido en el que sus seguidores crecían permanentemente, con la esperanza, cumplida en noviembre, de recuperar su control; su decisión de no romper con los defensistas y crear una formación separada que agrupase a los opuestos al Gobierno provisional permitió a los bolcheviques presentarse como el principal partido de oposición. Los defensistas criticaban con dureza las propuestas de Mártov; para ellos la retirada del conflicto mundial solo podía pasar por una indeseada paz separada con Alemania, gran parte de la radicalización se debía a la propaganda de los internacionalistas y los bolcheviques y una ruptura con los kadetes llevaría a una polarización social, la pérdida del apoyo burgués a la revolución y probablemente a una guerra civil. El congreso acabó así sin mejorar la unidad del partido y sin aclarar el programa que deseaba llevar a cabo sino, por el contrario, con la agudización de las divisiones internas. Sin nuevas propuestas para acelerar el programa gubernamental de reformas que se hallaba estancado, el partido, paralizado, se resignó a continuar la coalición. Mientras la crisis económica, la guerra y la actitud de las fuerzas políticas conducían al país a la polarización, los mencheviques seguían aferrados a la defensa de la coalición de gobierno, a pesar de la incapacidad de esta para aplicar las reformas ansiadas y de la merma de su influencia en los sucesivos Consejos de Ministros. Seguían rechazando además un Gobierno basado en los sóviets, que temían favoreciese a los bolcheviques.
Tras el fracasado golpe de Kornílov, el partido adoptó una postura más izquierdista y opuesta a los kadetes. Sin embargo, se hallaba en crisis, con las distintas fracciones cada vez más divididas y dispuestas a presentar candidatos separados en las elecciones a la Asamblea constituyente. La decisión de la dirección menchevique de continuar las coaliciones con los kadetes en septiembre a pesar de la radicalización de las masas, polarizó al partido e hizo que muchos trabajadores traspasasen su apoyo a los bolcheviques. Los defensistas que trabajaban en el Gobierno y veían la solución a la crisis en mayor cooperación con la burguesía estaban cada vez más enfrentados con mencheviques más cercanos a los sóviets, que solían respaldar las exigencias cada vez más extremas de los trabajadores.
La decadencia de los mencheviques fue intensa: de 248 delegados obtenidos en el Primer Congreso de los Sóviets pasaron a lograr únicamente alrededor de 80 para el Segundo. Por su parte, los bolcheviques, que habían contado con 105 delegados en el primer congreso, pasaron a 300 en noviembre. La mayor organización menchevique de la capital, con cerca de 10 000 al comienzo del periodo revolucionario, prácticamente dejó de existir en el otoño. En las elecciones a la asamblea celebradas a finales de otoño, el partido apenas logró reunir 1,4 millones de votos frente a los 16 millones de los socialrevolucionarios o los 9,8 de los bolcheviques. Muchos de ellos, además, provenían de Georgia, donde el partido ya había comenzado a tomar un rumbo nacionalista que acabaría por separarlo del resto de la organización. En las grandes ciudades y en las zonas más activas en la revolución el respaldo había sido minúsculo. Los mencheviques contaban con menos de veinte diputados en la asamblea. A pesar de las críticas de heterodoxia de los mencheviques, los bolcheviques, que apoyaban las diversas exigencias de la población y habían contribuido de manera fundamental al fracaso el golpe de Kornílov en septiembre, contaban con un respaldo creciente. En las elecciones de los consejos del mismo mes en Petrogrado y Moscú, los bolcheviques obtuvieron por primera vez la mayoría. La pérdida de respaldo de mencheviques y socialrevolucionarios se debía a la falta de mejoras políticas y económicas: las conversaciones de paz se hallaban estancadas, la inflación crecía, la producción industrial bajaba y la capacidad de forjar nuevas coaliciones con los liberales parecía agotada. El inmovilismo de los defensistas facilitaba el crecimiento de la simpatía por los bolcheviques ante la debilidad y parálisis gubernamental. Las masas rusas se habían hartado de la moderación, del consenso y de los acuerdos con la burguesía propugnado por los mencheviques y transferían su apoyo a los bolcheviques, que parecían prometer rápidas soluciones a sus problemas.
A finales de octubre, la influencia de los internacionalistas había logrado que el comité central exigiese la dimisión del partido de los ministros mencheviques, aun no habiendo conseguido su retirada del gabinete pocas semanas antes. El 31 de diciembre de 1917jul./ 13 de enerogreg., los defensistas que habían controlado la dirección del partido tuvieron que cederlo finalmente a los internacionalistas.

### La Revolución de Octubre

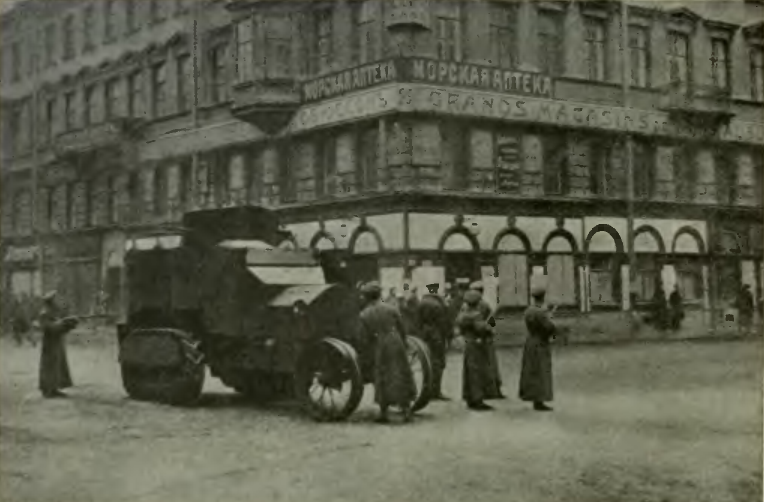
Tropas favorables a los bolcheviques en Petrogrado durante la Revolución de Octubre. Los mencheviques se opusieron a la toma del poder por los bolcheviques, aunque participaron en las infructuosas negociaciones con estos para formar un Gobierno de coalición entre los distintos grupos socialistas que tuvieron lugar poco después.

La debilidad y las divisiones internas mencheviques se reflejaron en el Segundo Congreso de los Sóviets: de los más de seiscientos delegados reunidos, los mencheviques contaban con la menor delegación de los tres principales agrupaciones socialistas: apenas ochenta y tres delegados frente a los más de trescientos bolcheviques y casi doscientos socialrevolucionarios. Además, la delegación se encontraba dividida entre defensistas (cincuenta delegados) e internacionalistas (treinta y tres). Finalmente, las mociones del congreso se aprobaron una vez que mencheviques y socialrevolucionarios se hubieron retirado.
Las diferentes corrientes mencheviques se unieron en su rechazo a la toma del poder por los bolcheviques, realizada con escasa oposición en la capital. Las mociones aprobadas en los días del golpe bolchevique, sin embargo, reflejaban la diferencia de las fracciones y el control intermitente de una y otra del comité central: el 24 de octubrejul./ 6 de noviembregreg., casi aprobó una moción de censura contra Kérenski, al día siguiente, proclamó un respaldo decidido al Gobierno depuesto; al siguiente hizo un llamamiento para aplastar el golpe; dos días más tarde, por el contrario, abogaba por negociar con los bolcheviques; el 31 de octubrejul./ 13 de noviembregreg., se mostraba favorable a un Gobierno socialista de coalición que incluyese a la formación de Lenin y, el 4 de noviembrejul./ 17 de noviembregreg., presentaba un ultimátum para tratar de obligar al Sovnarkom a poner fin a la persecución política desatada tras el golpe.
Poco después del golpe (1 de noviembrejul./ 14 de noviembregreg.), Mártov y su corriente internacionalista volvió a tomar el control del partido, apoyada por Dan, y convenció al resto del partido para participar en las negociaciones con los bolcheviques para formar un Gobierno socialista de coalición. Su mayoría, no obstante, era precaria. Los defensistas, sin embargo, criticaron con dureza las conversaciones con los bolcheviques que llevaron a nuevos enfrentamientos entre la corriente internacionalista que controlaba ya el comité central y la oposición defensista. Para debatir la cuestión de las negociaciones, los mencheviques convocaron una conferencia del partido para el 3 de noviembrejul./ 16 de noviembre de 1917greg.. Esta tuvo lugar en un momento de tensión extrema entre las dos corrientes mencheviques y mostró la disposición de los internacionalistas a negociar con los bolcheviques por razones pragmáticas y el rechazo radical al trato con el nuevo Gobierno de los defensistas. Aunque la conferencia acabó con una débil crítica al comité central y su disposición a pactar con los bolcheviques, no se aprobó una estrategia alternativa. A pesar de los esfuerzos de Mártov y Dan por llegar a un acuerdo, las medidas represivas del Gobierno, respaldadas por Lenin aunque criticadas por los bolcheviques más moderados como Kámenev, complicaban las conversaciones y restaban apoyos a los partidarios de negociar. Los bolcheviques moderados opinaban que la represión gubernamental impedía la formación de un Gobierno socialista de coalición, que era la única alternativa a un Gobierno basado en el terror, y dimitieron del Sovnarkom. Por su parte, mencheviques y socialrevolucionarios exigieron la ausencia de Lenin y Trotski del nuevo Gobierno de coalición y la condena de la toma del poder en noviembre, lo que complicó el pacto.
Las conversaciones fracasaron por el rechazo de Lenin y sus partidarios a la exigencia de los mencheviques de detener la represión política; los mencheviques pasaron a augurar una corta vida al Gobierno de Lenin, convencidos de lo inoportuno de su toma del poder y de que se mantenía en él gracias al terror. Bajo la dirección de Mártov, el partido se convirtió en una oposición crítica con algunas medidas del Gobierno. En el congreso extraordinario celebrado entre la Revolución de Octubre y la reunión de la Asamblea Constituyente Rusa en la que la postura de Mártov había salido vencedora, el partido aprobó defender la formación de un nuevo Gobierno de coalición de los partidos socialistas, incluyendo a los bolcheviques, que surgiese de la asamblea constituyente, lo que lo convertía en un objetivo a largo plazo, dada la oposición de la dirección bolchevique a aceptar la preeminencia de la asamblea. Se aprobó también la permanencia del partido en los consejos, pero no en sus órganos directivos controlados por los bolcheviques. Quedó prohibida la participación en los comités militares revolucionarios (bajo control bolchevique) o en los comités de defensa de la asamblea constituyente (de la oposición).
Mártov se opuso igualmente al ingreso del partido en el Comité Ejecutivo Central Panruso (VTsIK) tras la coalición de bolcheviques y social-Revolucionarios de izquierda mientras este organismo no declarase su disposición a transferir el poder a la asamblea constituyente. La propuesta hubiese dejado a los bolcheviques con la mitad de los puestos del VTsIK, mientras el resto de partidos se hubiese repartido la otra mitad. Con la posibilidad de que el Sovnarkom no cediese el poder a la asamblea constituyente —en la que los bolcheviques quedarían en minoría— sino que la suprimiese cada vez más clara, Mártov se negó a participar en una institución que podía servir para justificar la disolución de la asamblea. Los defensistas se mostraron claros en su negativa a ingresar en el VTsIK, pero los internacionalistas se mostraron divididos y algunos de ellos decidieron participar a título individual, con la esperanza, que Mártov no compartía, de favorecer a los moderados y a los socialrevolucionarios de izquierda y derrotar a los partidarios de Lenin.
El partido llegó extremadamente debilitado al congreso extraordinario que comenzó en la capital el 30 de noviembrejul./ 13 de diciembregreg., tanto por la pérdida de apoyo obrero como por las disensiones entre fracciones que amenazaban con fracturarlo. Los afiliados habían crecido ligeramente entre el congreso de agosto y el de diciembre, pero la formación había perdido el respaldo de los votantes. En un quinto los distritos electorales, internacionalistas y defensistas presentaron listas separadas, y estos últimos contaban ya con su organización local exclusiva en Petrogrado o Járkov.

## La guerra civil

### Periodo de boicoteo de las instituciones
Tras la supresión por los bolcheviques de la Asamblea constituyente en enero de 1918, los bolcheviques siguieron permitiendo la oposición de los demás partidos socialistas en los sóviets. La disolución fue condenada por los mencheviques. Denunciaron asimismo el terror y el fin de la libertad de prensa. El 1 de diciembre de 1917, el Gobierno había clausurado su principal diario.

### Victorias electorales en la primavera de 1918 y presión sobre el Gobierno
Los mencheviques decidieron en marzo acabar con su anterior alejamiento del Comité Ejecutivo Central Panruso (VTsIK), tratar de lograr mayorías en los sóviets, perdidas en octubre del año anterior, para reunir nuevamente la Asamblea constituyente y forzar así legalmente la renuncia del Gobierno de Lenin. El desempleo, la agudización de la penuria alimentaria y la pérdida de apoyos produjeron las victorias electorales de la oposición al Gobierno. La conversión de comités fabriles y sindicatos en organismos estatales y la imposibilidad de utilizarlos como vías de protesta llevaron a los obreros a buscar organizaciones alternativas para canalizar su descontento por la situación; la dedicación de los mencheviques a facilitar la formación de estas asociaciones, alternativas a las anteriores, hizo que aumentase el respaldo obrero al partido. Mencheviques y socialrevolucionarios dirigían el movimiento de organizaciones obreras alternativas (asambleas de delegados plenipotenciarios, upolnomóchennye) que surgieron durante la primavera. En este periodo y hasta junio, los mencheviques forjaron una alianza estrecha con los socialrevolucionarios —a pesar de mantener algunas diferencias— que los llevó incluso a presentar listas conjuntas en las elecciones a los sóviets, publicar periódicos juntos o formar una oposición unida frente a los bolcheviques.

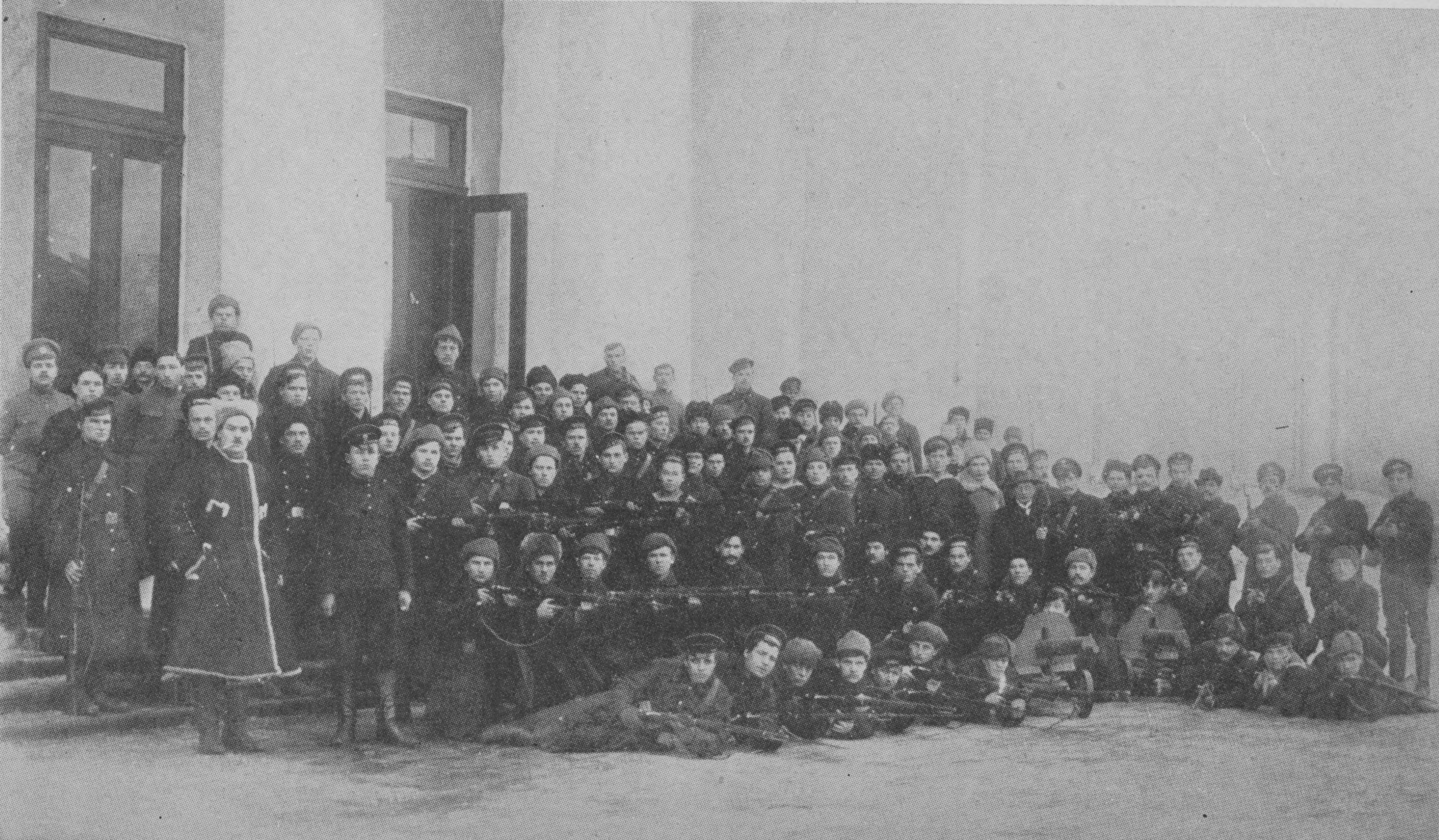
Marinos que disolvieron la Asamblea Constituyente Rusa a comienzos de 1918. Los mencheviques defendieron primero la autoridad de la Asamblea frente al Sovnarkom y, tras su disolución por la fuerza, su restauración hasta finales de 1918, cuando abandonaron esta exigencia ante la radicalización de la guerra civil, que los hizo acercarse a los bolcheviques para tratar de evitar una contrarrevolución.

Durante la primavera, el bloque menchevique-socialrevolucionario venció en diecinueve de las treinta capitales de provincia de la Rusia europea. En todas las regiones del país las elecciones mostraron el resurgir de ambos partidos. Estos éxitos llevaron a la reacción del Gobierno, que disolvió varios de los sóviets, lo que, a su vez, llevó a la oposición a redoblar sus esfuerzos de organización entre los trabajadores, a choques entre estos y el Gobierno y a la implantación de la ley marcial en algunas ciudades. Los mencheviques, al igual que los socialrevolucionarios de izquierda (socios de gobierno de los bolcheviques), condenaban la disolución de los sóviets, se habían opuesto a la firma de la paz de Brest-Litovsk y a la formación de bandas de requisición de grano en el campo. En los debates sobre industria, transporte, finanzas y política agraria de finales de mayo que finalmente aprobaron las mociones bolcheviques, los mencheviques se mostraron contrarios a dar poderes ilimitados a los comisarios gubernamentales —que incluían la capacidad de disolver sóviets como ya venía ocurriendo durante la primavera—, favorables al control de la economía pero no por el Partido bolchevique, sino por la unión de Gobierno, trabajadores e industriales; contrarios a que los sindicatos se convirtiesen en agentes del Estado; favorables a la regulación de la industria, pero opuestos a que esta llevase al centralismo y burocratización; favorables a la privatización parcial de la banca para estimular la economía; opuestos a las requisiones agrarias forzosas y defendieron la necesidad de que el Gobierno justificase obligatoriamente sus cuentas.
En su llamamiento a oponerse al tratado con los Imperios Centrales, Mártov había denunciado que no se conociesen los términos del pacto y las medidas del Gobierno que habían llevado a la indefensión militar y exigido en vano la restauración de la Asamblea constituyente, pero su postura contraria al tratado había recabado apenas 276 votos frente a los 724 favorables y a las 118 abstenciones. Había sido precisamente el tratado de paz con los imperios el que había endurecido la posición menchevique, había puesto fin a su ausencia de las instituciones y había conducido a los intentos de disputar a los bolcheviques el control de los sóviets, sindicatos, comités fabriles... Los mencheviques trataron al mismo tiempo de formar asociaciones obreras libres del control del Gobierno.
Su vuelta al VTsIK se produjo, sin embargo, con cuatro delegados, una cantidad que no reflejaba la fuerza del partido en los sóviets y que era menor que la ofrecida por los bolcheviques en diciembre de 1917. Los mencheviques tenían que esperar al siguiente congreso para tratar de aumentar su delegación, que los bolcheviques admitieron para tratar de ganar legitimidad tras la disolución de la Asamblea constituyente.
A mediados de mayo, tuvo lugar una oleada de protestas obreras en Petrogrado que los bolcheviques reprimieron. Para estos, estas acciones eran provocaciones de los mencheviques y reforzaron su convencimiento de la necesidad de eliminar a los agitadores mencheviques y socialrevolucionarios. El descontento no solo alcanzó a los obreros de la antigua capital, militarmente poco peligrosos por su falta de armas, sino también a las unidades militares de la zona, incluida la flota, lo que ponía en peligro su uso por parte del Gobierno para disolver las protestas obreras. En la base naval de Kronstadt, antiguo centro filobolchevique, las elecciones al sóviet redujeron el número de delegados bolcheviques de 131 a 53. A finales de mayo, sin embargo, temerosos de que las protestas degenerasen en un levantamiento que aplastase la Cheka o que, arrebatando por la fuerza a los bolcheviques el poder esto solo sirviese para facilitar el surgimiento de un Gobierno reaccionario, los mencheviques desconvocaron las protestas, a pesar de no haber logrado concesiones de los bolcheviques o el derrocamiento pacífico de estos por la presión popular. Cada vez más, los bolcheviques veían a los mencheviques como críticos de su gobierno que debían eliminar de las instituciones ya que ponían en peligro con sus denuncias y oposición la imagen de su propio partido como representante legítimo de los trabajadores. Se identificó la permanencia del Partido bolchevique en el poder con el mantenimiento de la dictadura del proletariado, lo que hizo inevitable el ataque a la oposición política que podía ponerla en riesgo.
Para aclarar la postura del partido en diversos asuntos (conveniencia o no de continuar la oposición legal a los bolcheviques en los sóviets, apoyo a las insurrecciones armadas contra el Gobierno, posición frente a la intervención armada extranjera) el comité central convocó una conferencia nacional del partido el 20 de mayo en la capital. La conferencia logró mantener la unidad entre internacionalistas y defensistas, pero no eliminar las graves tensiones entre ellos. A pesar del deseo de los defensistas de abandonar los sóviets, la moción en este sentido fue rechazada por los delegados que, sin embargo, aprobaron una moción en los que se los criticaba con dureza como organismos burocráticos en manos de los bolcheviques. Nuevamente, el partido se mostró dividido entre aquellos más interesados en participar en la política nacional a través de los sóviets y los que defendían con mayor hincapié la necesidad de restaurar las dumas locales y la Asamblea constituyente. Sobre la conveniencia de posibles pactos con kadetes u otras fuerzas burguesas y con los Aliados, las fracciones se mostraron una vez más divididas entre internacionalistas —opuestos— y defensistas —fundamentalmente favorables—. Finalmente, la conferencia aprobó las mociones internacionalistas en estos dos asuntos.
A principios de junio, la oposición formada por mencheviques y socialrevolucionarios se hallaba muy fortalecida en los sóviets, sindicatos y otras organizaciones y parecía contar con posibilidades notables de lograr una mayoría en el próximo V Congreso de los Sóviets.

### Expulsión del Comité Ejecutivo Central y represión
En el verano se produjo una situación caótica de represión de la oposición, con una serie de arrestos, fusilamientos, huelgas y manifestaciones entremezclados. A comienzos del verano, los mencheviques y los socialrevolucionarios ya habían sido expulsados de varios sóviets provinciales. El crecimiento de la oposición, las diferencias cada vez mayores entre bolcheviques y socialrevolucionarios de izquierda y la intención de los primeros de hacerse con la mayoría de los delegados para el próximo V Congreso de los Sóviets llevaron a estos a expulsar a los mencheviques del VTsIK el 14 de junio de 1918. Pocos días antes de su expulsión, Fiódor Dan se había opuesto a la formación de los «Comités de Campesinos Pobres» que debían encargarse de facilitar la colecta de grano en el agro, augurando que causaría un baño de sangre por los enfrentamientos entre campesinos. Acusó también a los bolcheviques de utilizarlos para disolver los sóviets campesinos, en los que iban perdiendo la mayoría. La cercanía cada vez mayor entre socialrevolucionarios de izquierda y mencheviques indicaba la posible formación de una oposición común, que los bolcheviques deseaban evitar.
Tras largas discusiones internas entre los dirigentes bolcheviques, durante la sesión del VTsIK del 14 de junio, que comenzó a las diez de la noche, se anunció la expulsión de mencheviques y socialrevolucionarios del mismo, se refrendaban las ya realizadas en las ciudades pero no se exigía, sino que sólo se aconsejaba, su expulsión de los demás sóviets. En muchas de las ciudades donde los mencheviques habían obtenido la mayoría en las elecciones a los sóviets la noticia de la expulsión llevó a la radicalización de los trabajadores y a la extensión de las huelgas de protesta por la medida. El Gobierno reaccionó imponiendo la ley marcial, aumentando los arrestos y fusilando a ciertos trabajadores. Los intentos de protestar mediante una huelga general a comienzos de julio se enfrentó a la represión redoblada de la Cheka y a la gran penuria general, que redujo el número de obreros en Petrogrado de 365 000 en enero a 118 000 en octubre, convirtiendo a la huelga en ineficaz. La base social que apoyaba a los mencheviques fue desapareciendo con la crisis durante el verano, mientras la represión crecía. La expulsión de los mencheviques del VTsIK, la manipulación de las votaciones para el congreso en Petrogrado y los arrestos de las asambleas obreras fueron las primeras medidas contra la oposición, que en julio incluyeron la disolución de los sóviets controlados por esta —sustituidos por comités ejecutivos bolcheviques o destacamentos de la Cheka—, la abolición de los sóviets de campesinos, remplazados por los «comités de campesinos pobres», la expulsión de la oposición de las instituciones y otras organizaciones, la prohibición de las huelgas o la clausura de la prensa opositora. Parte de los dirigentes opositores fue arrestada y algunos de ellos fueron ajusticiados.
Después de una prohibición temporal en julio, toda la prensa no bolchevique quedó prohibida definitivamente en agosto, a excepción de un puñado de publicaciones, una de ellas menchevique. También durante el verano, desde mediados de junio, mencheviques y socialrevolucionarios pusieron término a su anterior alianza. Mientras los primeros trataban de mantenerse neutrales en la guerra civil, los segundos se oponían por la fuerza al Gobierno de Lenin. Discrepaban además sobre la actitud ante la intervención extranjera, la conveniencia de cooperar con los kadetes, el papel de los sóviets o las actividades clandestinas que debían realizarse. El comité central decidió no apoyar los levantamientos de Yaroslavl e Izhevsk de julio y agosto y expulsó a los dirigentes locales que los habían respaldado.
El 14 de agosto, un destacamento de guardias rojos se presentó en las oficinas del comité central, incautando todo el material y los archivos del partido. Para entonces varios de sus miembros habían sido detenidos y Mártov y Dan se encontraban escondidos. A mediados del otoño, llegó el apogeo de la represión de los mencheviques, que hubieron de pasar a la clandestinidad, perseguidos por la Cheka. El partido no se prohibió oficialmente, pero la Cheka impedía su funcionamiento. A finales de año, la represión se suavizó, pero el partido quedó en una situación de semilegalidad. En diciembre, los mencheviques se separaron de sus correligionarios georgianos, condenando su separatismo y su llamamiento a los Aliados. Únicamente en la República Democrática de Georgia el menchevismo había logrado amplio respaldo entre la intelectualidad, los obreros y los campesinos, gobernando el país independiente entre 1918 y 1921.
Mientras, las divisiones entre las diferentes corrientes se habían exacerbado con el surgimiento del Komuch y más tarde del Directorio de Omsk. Con el primero el comité central menchevique mantuvo relaciones complicadas a pesar de respaldarlo teóricamente como heredero de la Asamblea Constituyente. Los mencheviques, activos en los sóviets y en las organizaciones obreras, se oponían en general al recrudecimiento de la guerra civil y al terror desatado en nombre del Komuch, a menudo por bandas contrarrevolucionarias supuestamente sometidas a su autoridad. Los mencheviques temían además que el Komuch sirviese a las fuerzas contrarrevolucionarias como mera fachada democrática para derrotar a los bolcheviques, para luego acabar también con el resto de socialistas e implantar un sistema monárquico. El alejamiento del segundo de la legislación aprobada a toda prisa en la única sesión de la asamblea y su composición hicieron que el comité central lo rechazase, al contrario que la organización regional menchevique, que le ofreció su apoyo, para disgusto del comité central. El golpe de Kolchak que acabó con el Directorio pareció confirmar los temores de contrarrevolución de los mencheviques y justificar el no oponerse activamente al Gobierno de Moscú. El surgimiento de Denikin y Kolchak confirmaron los temores de Mártov de que los levantamientos favorecidos por la rebelión checoslovaca y la intervención de la Entente llevarían a la reacción.
A finales de agosto, el comité central controlado por Mártov había perdido el control del partido, tanto por la represión contra el partido como por la dificultad de comunicación con las provincias debido a la guerra. El partido comenzó a disgregarse en sus agrupaciones regionales, que sostuvieron posturas a menudo contrarias a las del comité central.
La intensificación de la guerra civil y la intervención aliada en la guerra civil rusa llevaron a los mencheviques a acercarse a los bolcheviques como representantes de la clase obrera frente a la contrarrevolución, tratando a la vez de corregir lo que consideraban sus defectos. La derrota en la guerra civil de los bolcheviques no parecía augurar un traspaso de poder a los socialistas o a una coalición social-liberal, sino a la reacción militar de Kolchak. El estallido de la Revolución de Noviembre en Alemania les hizo pensar que la revolución mundial pasaría a estar centrada en este país y que esto influiría positivamente en los bolcheviques. Su comienzo, sin embargo, acentuó el acercamiento de una parte del partido a los bolcheviques y la pérdida de afiliados en favor de estos. El fracaso de la revolución alemana reforzó el viraje a la izquierda de los mencheviques.
En septiembre y octubre de 1918, el comité central trató de romper con la corriente defensista del partido, muy debilitada después de que Denikin y Kolchak se opusiesen a formar una alianza antibolchevique como pretendía aquella. En la conferencia del partido en diciembre, la mayoría respaldó a Mártov y Dan, condenó las acciones de la agrupación del Volga-Urales y de otras agrupaciones locales que habían infringido las directivas del comité central. Parte de la fracción defensista abandonó entonces el partido y formó una agrupación clandestina que sobrevivió hasta 1921. La conferencia aprobó una nueva posición, en la que el partido aceptó el sistema político basado en los sóviets, abandonó la exigencia de restaurar la Asamblea Constituyente y condenó a los Gobiernos antibolcheviques apoyados por las fuerzas extranjeras; los mencheviques se convertían en una oposición legal a los bolcheviques en el sistema soviético que estos controlaban, a pesar de las escasas esperanzas de tolerancia. La conferencia condenó con mayor dureza que antes la intervención militar extranjera, que ya no apoyaba a los socialrevolucionarios, sino a los ejércitos «blancos», pero se opuso a la incorporación forzosa al Estado de los territorios que se habían independizado durante la guerra civil.
Cada vez más cercanos a los bolcheviques, aceptaron la Revolución de Octubre en su conferencia del partido de marzo de 1920 y rechazaron la resurrección de la Segunda Internacional, aunque se negaron a ingresar en la Tercera, adhiriéndose en febrero de 1921 a la Segunda Internacional y Media que, falta de apoyos, se disolvió dos años más tarde. El peligro de que las fuerzas contrarrevolucionarias venciesen en la guerra civil en el verano de 1919 hizo que los bolcheviques restaurasen algunas de las características del modelo soviético original para ganarse el apoyo de mencheviques y socialrevolucionarios, que obtuvieron. Tras la derrota de Kolchak, en la que desempeñaron un papel destacado, volvieron a sufrir la represión bolchevique. Aunque el partido no fue prohibido oficialmente y podía teóricamente presentarse a las elecciones de los sóviets, la Cheka arrestaba a sus candidatos.
Su programa económico, opuesto al «comunismo de guerra» que entregaba el control de la economía al Gobierno, fue adoptado al final de la guerra civil. A la vez el partido era desmantelado: cientos de miembros, incluyendo al comité central, fueron detenidos. Tras una huelga de hambre a comienzos de 1922, el Gobierno soviético permitió a diez destacados dirigentes (entre ellos a Dan) emigrar. Muchos otros, desmoralizados, ofrecieron sus servicios al Gobierno y algunos llegaron a altos cargos en el Estado como Gueorgui Chicherin (comisario del pueblo de Exteriores) o Andréi Vyshinski (fiscal general y más tarde comisario del pueblo de Exteriores).
A pesar de que algunos grupúsculos siguieron existiendo hasta comienzos de la década de 1930 en la URSS, desde 1922 el menchevismo dejó de ser una organización de masas, dejando de presentarse a las elecciones a causa de los arrestos. Los dirigentes que permanecieron en la Unión Soviética fueron ejecutados tras los juicios de 1930 y 1931 o inmediatamente después de la invasión alemana de 1941.

## El exilio
El partido menchevique fue proscrito tras la Rebelión de Kronstadt a comienzos de 1921; había tenido un papel destacado en las protestas de Petrogrado que tuvieron lugar inmediatamente antes de la sublevación de la base naval. La probabilidad de que los mencheviques aprobasen la Nueva Política Económica de Lenin que se acababa de votar en el X Congreso del Partido Comunista y de la utilizasen como justificación de su rechazo a la Revolución de Octubre —la situación en Rusia impedía el paso al socialismo y obligaba a los bolcheviques a permitir un cierto capitalismo— suponía un peligro para el prestigio gubernamental.
Algunos de sus miembros emigraron y colaboraron en la publicación del periódico El mensajero socialista, fundado por Mártov. La mayoría de los emigrados se concentraron al comienzo en Berlín. Tras el ascenso de Hitler, se trasladaron a París y, a comienzos de la década de 1940, a los Estados Unidos. El diario menchevique dejó de publicarse en 1965.